# Culture de Poltavka

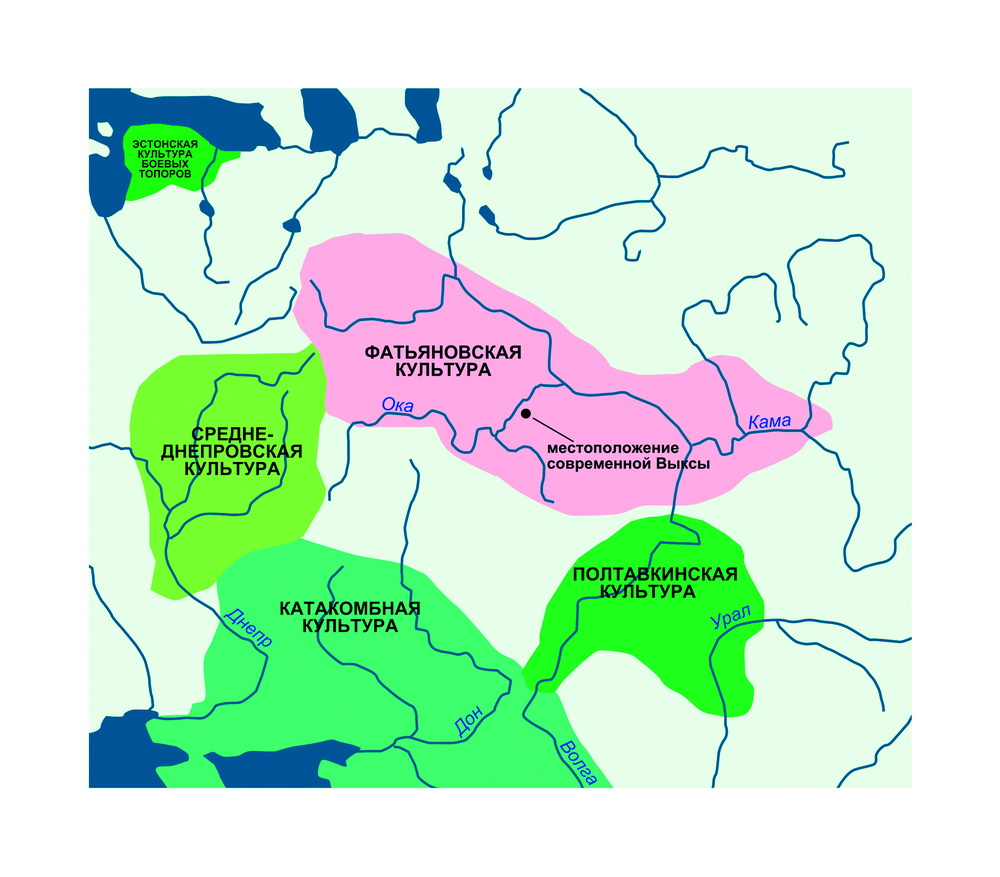
Полтавкинская культура: culture de Poltavka

La culture de Poltavka (russe: Полтавкинская культура), 2700—2100 avant notre ère, est une culture archéologique de l'Âge du bronze ancien à moyen de la région centrale de la Volga à partir du point où le canal Don-Volga débute jusqu'à la courbe de Samara en Russie, avec une extension est au nord du présent Kazakhstan le long de la vallée de la rivière Samara jusqu'à l'ouest d'Orenbourg.

## Caractéristiques
Avec la culture des catacombes, elle succède à la culture Yamna. Cela semble être une des premières manifestations de la culture de Srubna. Il existe des preuves d'influence de la culture de Maïkop au sud.
Ce qui le distingue nettement de la culture Yamna, sont des changements dans la poterie et une augmentation des objets en métal. Les inhumations de tumulus se poursuivent, mais avec une moindre utilisation de l'ocre.
Dans une étude de 2015 publiée dans la revue Nature, les restes de six individus attribués à la culture de Poltavka ont été analysés. Cinq des individus appartenaient à l'haplogroupe R1b1a2 et à plusieurs sous-clades de celui-ci, tandis qu'un individu appartenant aux valeurs extrêmes de la culture appartenait à l'haplogroupe R1a1a1b2a.
Les cultures de Srubna et Sintashta lui ont succédé. Certains présument que les populations de cette culture étaient des locuteurs du proto-Indo-iranien.